# Miss France 2017
Miss France 2017, 87e élection de Miss France, s'est déroulée le 17 décembre 2016, à l'Arena de Montpellier. Alicia Aylies, Miss Guyane 2016, succède à Iris Mittenaere, Miss Nord-Pas-de-Calais 2015 et Miss France 2016. 
C'est la 1re fois que l'élection se tient à Montpellier et la 2de fois dans l'actuelle Occitanie (à Toulouse, en 1958).
La cérémonie est diffusée sur TF1 le 17 décembre 2016 et est présentée par Jean-Pierre Foucault (pour la 22e année consécutive), Sylvie Tellier (pour la 9e fois) et Thierry Baumann au rappel des consignes de votes (pour la 6e année consécutive).

## Classement final
| Résultat Final   | Candidate | Concours internationaux                                           |
| ---------------- | --- | ----------------------------------------------------------------- |
| Miss France 2017 | - Guyane — Alicia Aylies | - Non classée à Miss Univers 2017                                 |
| 1re dauphine     | - Languedoc-Roussillon — Aurore Kichenin | - Top 5 à Miss Monde 2017                                         |
| 2e dauphine      | - Tahiti — Vaea Ferrand |                                                                   |
| 3e dauphine      | - Guadeloupe — Morgane Thérésine | - Élue Miss World Guadeloupe 2018 - Non classée à Miss Monde 2018 |
| 4e dauphine      | - Lorraine — Justine Kamara |                                                                   |
| Top 12           | - Réunion — Ambre Nguyen (5e dauphine) - Bretagne — Maurane Bouazza (6e dauphine) - Picardie — Myrtille Cauchefer - Alsace — Claire Godard - Île-de-France — Meggy Pyaneeandee - Aquitaine — Axelle Bonnemaison - Normandie — Esther Houdement |                                                                   |

### Ordre d'annonce des finalistes
| 1. Île-de-France, annoncée par Iris Mittenaere 2. Réunion, annoncée par Sylvie Tellier 3. Normandie, annoncée par Jean-Pierre Foucault 4. Aquitaine, annoncée par Iris Mittenaere 5. Guyane, annoncée par Sylvie Tellier 6. Languedoc-Roussillon, annoncée par Jean-Pierre Foucault 7. Guadeloupe, annoncée par Iris Mittenaere 8. Alsace, annoncée par Sylvie Tellier 9. Lorraine, annoncée par Jean-Pierre Foucault 10. Bretagne, annoncée par Iris Mittenaere 11. Picardie, annoncée par Sylvie Tellier 12. Tahiti, annoncée par Jean-Pierre Foucault | 1. Guyane, annoncée par Iris Mittenaere 2. Languedoc-Roussillon, annoncée par Sylvie Tellier 3. Tahiti, annoncée par Iris Mittenaere 4. Lorraine, annoncée par Sylvie Tellier 5. Guadeloupe, annoncée par Iris Mittenaere |

## Déroulement
La féerie de Noël est la thématique de cette cérémonie :
- Les Miss ouvrent la cérémonie avec des robes rouge et or brillantes ;
- Jean-Pierre Foucault arrive et présente le programme de la soirée et accueille Sylvie Tellier, Miss France 2002 et directrice générale de la société Miss France ;
- Ils accueillent ensemble la présidente du jury Arielle Dombasle et présentent le jury ;
- Portraits du premier groupe : Miss Languedoc-Roussillon, Miss Guyane, Miss Champagne-Ardenne, Miss Provence, Miss Normandie, Miss Lorraine, Miss Franche-Comté, Miss Guadeloupe, Miss Nord-Pas-de-Calais, Miss Réunion, Miss Centre-Val de Loire, Miss Auvergne, Miss Poitou-Charentes, Miss Saint-Martin et Saint-Barthélémy et Miss Bourgogne ;
  - Miss Réunion, Miss Lorraine, Miss Guyane, Miss Franche-Comté, Miss Centre-Val de Loire, Miss Languedoc-Roussillon, Miss Nord-Pas-de-Calais, Miss Provence, Miss Bourgogne, Miss Saint-Martin et Saint-Barthélémy, Miss Auvergne, Miss Poitou-Charentes, Miss Normandie, Miss Guadeloupe, Miss Champagne-Ardenne défilent sur le thème des cadeaux et des jouets offerts à Noël.
- Portraits du second groupe : Miss Côte d'Azur, Miss Bretagne, Miss Rhône-Alpes, Miss Mayotte, Miss Aquitaine, Miss Île-de-France, Miss Alsace, Miss Pays de Loire, Miss Martinique, Miss Picardie, Miss Limousin, Miss Corse, Miss Nouvelle-Calédonie, Miss Midi-Pyrénées et Miss Tahiti ;
  - Miss Martinique, Miss Pays de Loire, Miss Nouvelle-Calédonie, Miss Bretagne, Miss Aquitaine, Miss Île-de-France, Miss Mayotte (qui a chuté dangereusement en finissant la soirée à l’hôpital), Miss Limousin, Miss Corse, Miss Côte d'Azur, Miss Alsace, Miss Picardie, Miss Tahiti, Miss Rhône-Alpes, Miss Midi-Pyrénées défilent sur le thème de la banquise ;
  - Miss Réunion, Miss Franche-Comté, Miss Bretagne, Miss Guadeloupe, Miss Champagne-Ardenne, Miss Languedoc-Roussillon, Miss Guyane, Miss Normandie, Miss Provence, Miss Pays de Loire, Miss Alsace, Miss Tahiti, Miss Mayotte, Miss Midi-Pyrénées, Miss Aquitaine, Miss Corse, Miss Lorraine, Miss Limousin, Miss Nouvelle-Calédonie, Miss Saint-Martin et Saint-Barthélémy, Miss Centre-Val de Loire, Miss Bourgogne, Miss Île-de-France, Miss Côte d'Azur, Miss Martinique, Miss Nord-Pas-de-Calais, Miss Rhône-Alpes, Miss Picardie, Miss Poitou-Charentes et Miss Auvergne défilent ensuite en costume régional sur le thème du marché de Noël accompagnées de Flora Coquerel, Miss France 2014 et Camille Cerf, Miss France 2015 qui tiennent le stand ;
- Sylvie Tellier remercie les délégués régionaux ;
  - Miss Franche-Comté, Miss Auvergne, Miss Côte d'Azur, Miss Nord-Pas-de-Calais, Miss Lorraine, Miss Corse, Miss Poitou-Charentes, Miss Centre-Val de Loire, Miss Île-de-France, Miss Bourgogne, Miss Bretagne, Miss Rhône-Alpes, Miss Languedoc-Roussillon, Miss Nouvelle-Calédonie, Miss Saint-Martin et Saint-Barthélémy, Miss Limousin, Miss Tahiti, Miss Aquitaine, Miss Provence, Miss Guadeloupe, Miss Picardie, Miss Midi-Pyrénées, Miss Guyane, Miss Pays de Loire, Miss Réunion, Miss Martinique, Miss Alsace, Miss Champagne-Ardenne et Miss Normandie défilent en maillot de bain une pièce sur le thème des lutines de Noël ;
- Bilan de l'année d'Iris Mittenaere ;
- Explications de l'examen de présélection ;
- Annonce des 12 demi-finalistes par Iris Mittenaere, Sylvie Tellier et Jean-Pierre Foucault ;
- Les demi-finalistes défilent en robe de cocktail sur le thème du palais des glaces, à la fin de ce défilé elles se présentent auprès de Jean-Pierre Foucault ;
- Les demi-finalistes défilent en maillot de bain 2 pièces sur le thème de Noël à La Réunion ;
- Retour sur le voyage de préparation à l'île de la Réunion.
- Présentation des cadeaux (1/2)
- Annonce des 5 finalistes par Iris Mittenaere, Sylvie Tellier et Jean-Pierre Foucault ;
- Les finalistes défilent en maillot de bain une pièce sur le thème des illuminations de Noël ;
- Les finalistes défilent avec des robes de soirée blanches sur le thème du réveillon de Noël ;
- Présentation des cadeaux (2/2) ;
- Chaque membre du jury pose une question tirée au sort à une des cinq finalistes ;
- Annonce du classement final par Sylvie Tellier, Iris Mittenaere, Jean-Pierre Foucault et Arielle Dombasle.

Élection de Miss France

## Préparation
- Les Miss arrivent à Paris le samedi 19 novembre au soir, elles répètent les différentes chorégraphies du show.
- Le 23 novembre, après la conférence de presse présentant les candidates ainsi que quelques informations quant au show, les Miss, accompagnées de Sylvie Tellier et de Iris Mittenaere, sont invitées au journal de 13h de TF1 présenté par Jean-Pierre Pernaut. Elles s'envolent dès l'après-midi de cette même journée pour l’île de La Réunion.
- Elles reviennent, en France, le 1er décembre vers 7 h  du matin et prennent ensuite le train en direction de Montpellier, la ville hôte de l'élection afin de s'y représenter et de répéter le show du 17 décembre.
- Le 3 décembre, elles défilent à Montpellier.
- Le 15 décembre a lieu la présélection des 12 demi-finalistes après avoir passé chacune un entretien avec les membres du comité et de TF1.
- Le 16 décembre, elles enregistrent le tableau en costumes régionaux.

## Jury
Le jury complet est dévoilé le 24 novembre, il est composé de :
| Membre | Membre                        | Notes                                               |
| ------ | ----------------------------- | --------------------------------------------------- |
|        | Arielle Dombasle (présidente) | Actrice et chanteuse.                               |
|        | Ingrid Chauvin                | Actrice et romancière.                              |
|        | Amir Haddad                   | Chanteur.                                           |
|        | Michèle Bernier               | Comédienne et humoriste.                            |
|        | Christophe Barratier          | Réalisateur et producteur.                          |
|        | Tony Yoka                     | Boxeur médaillé d'or aux JO de Rio de Janeiro 2016. |
|        | Malika Ménard                 | Miss France 2010 et journaliste.                    |

## Candidates
| Région                                | Nom                 | Âge    | Taille | Résidence             | Élue le                                    | Résultat                                                                                                |
| ------------------------------------- | ------------------- | ------ | ------ | --------------------- | ------------------------------------------ | --- |
| Miss Alsace                           | Claire Godard       | 19 ans | 1,81 m | Riedisheim            | 4 septembre 2016 à Pulversheim             | Demi-finaliste                                                                                          |
| Miss Aquitaine                        | Axelle Bonnemaison  | 19 ans | 1,76 m | Castelculier          | 8 octobre 2016 à Villeneuve-sur-Lot        | Demi-finaliste                                                                                          |
| Miss Auvergne                         | Océane Faure        | 20 ans | 1,71 m | Yzeure                | 21 octobre 2016 à Montluçon                | |
| Miss Bourgogne                        | Naomi Bailly        | 21 ans | 1,71 m | Dijon                 | 18 septembre 2016 à Chevigny-Saint-Sauveur | |
| Miss Bretagne                         | Mauranne Bouazza    | 20 ans | 1,73 m | Plumelin              | 30 septembre 2016 à Gourin                 | 6e dauphine Prix du costume régional                                                                    |
| Miss Centre-Val de Loire              | Cassandre Joris     | 20 ans | 1,70 m | Prasville             | 17 septembre 2016 à Déols                  | |
| Miss Champagne-Ardenne                | Charlotte Patat     | 19 ans | 1,82 m | Reims                 | 23 septembre 2016 à Bar-sur-Aube           | |
| Miss Corse                            | Laetitia Duclos     | 19 ans | 1,70 m | Porticcio             | 9 septembre 2016 à Porticcio               | |
| Miss Côte d'Azur                      | Jade Scotte         | 23 ans | 1,72 m | Castellar             | 30 juillet 2016 à Cogolin                  | Prix de la photogénie                                                                                   |
| Miss Franche-Comté                    | Mélissa Nourry      | 20 ans | 1,71 m | Pirey                 | 23 octobre 2016 à Dole                     | |
| Miss Guadeloupe                       | Morgane Thérésine   | 20 ans | 1,77 m | Le Gosier             | 26 août 2016 à Terre-de-Haut               | 3e dauphine                                                                                             |
| Miss Guyane                           | Alicia Aylies       | 18 ans | 1,77 m | Matoury               | 8 octobre 2016 à Cayenne                   | Miss France 2017                                                                                        |
| Miss Île-de-France                    | Meggy Pyaneeandee   | 22 ans | 1,72 m | Le Blanc-Mesnil       | 29 juin 2016 à Paris                       | Demi-finaliste Prix de la culture générale                                                              |
| Miss Languedoc-Roussillon             | Aurore Kichenin     | 21 ans | 1,74 m | Jacou                 | 6 août 2016 à Carnon                       | 1re dauphine                                                                                            |
| Miss Limousin                         | Romane Komar        | 18 ans | 1,75 m | Feytiat               | 16 septembre 2016 à Brive-la-Gaillarde     | |
| Miss Lorraine                         | Justine Kamara      | 20 ans | 1,72 m | Dombasle-sur-Meurthe  | 3 septembre 2016 à Vittel                  | 4e dauphine                                                                                             |
| Miss Martinique                       | Aurelie Joachim     | 18 ans | 1,79 m | Ducos                 | 14 octobre 2016 à Fort-de-France           | Miss World Martinique, Miss Model World, Miss World America Carribean et 3e dauphine de Miss Monde 2025 |
| Miss Mayotte                          | Naima Madi Mahadali | 19 ans | 1,75 m | Bouéni                | 26 août 2016 à Mamoudzou                   | |
| Miss Midi-Pyrénées                    | Virginie Guillin    | 23 ans | 1,78 m | Lavelanet             | 7 octobre 2016 à Saint-Gaudens             | |
| Miss Nord-Pas-de-Calais               | Laurine Maricau     | 22 ans | 1,70 m | Wavrin                | 24 septembre 2016 à Orchies                | |
| Miss Normandie                        | Esther Houdement    | 20 ans | 1,83 m | Butot                 | 11 octobre 2016 à Mortagne-au-Perche       | Demi-finaliste                                                                                          |
| Miss Nouvelle-Calédonie               | Andréa Lux          | 18 ans | 1,75 m | Bourail               | 20 août 2016 à Païta                       | |
| Miss Pays de Loire                    | Carla Loones        | 21 ans | 1,77 m | Le Fresne-sur-Loire   | 1er octobre 2016 à Gorron                  | |
| Miss Picardie                         | Myrtille Cauchefer  | 24 ans | 1,76 m | Albert                | 25 septembre 2016 à Beauvais               | Demi-finaliste Prix de la sympathie                                                                     |
| Miss Poitou-Charentes                 | Magdalène Chollet   | 19 ans | 1,72 m | Neuville-de-Poitou    | 9 octobre 2016 à Châteaubernard            | |
| Miss Provence                         | Noémie Mazella      | 19 ans | 1,76 m | Marseille             | 30 juillet 2016 à Cogolin                  | Prix de l'élégance                                                                                      |
| Miss Réunion                          | Ambre Nguyen        | 19 ans | 1,78 m | Saint-Denis           | 27 août 2016 à Saint-Denis                 | 5e dauphine                                                                                             |
| Miss Rhône-Alpes                      | Camille Bernard     | 21 ans | 1,73 m | Saint-Étienne-du-Bois | 22 octobre 2016 à Feurs                    | |
| Miss Saint-Martin et Saint-Barthélemy | Anaëlle Hyppolite   | 18 ans | 1,75 m | Marigot               | 20 août 2016 à Grand-Case                  | Prix du maillot de bain                                                                                 |
| Miss Tahiti                           | Vaea Ferrand        | 22 ans | 1,75 m | Papeete               | 24 juin 2016 à Papeete                     | 2e dauphine                                                                                             |

## Classement

### Premier tour
Un jury composé de partenaires (internes et externes) de la société Miss France pré-sélectionne 12 jeunes femmes, lors d'un entretien qui s'est déroulé le 15 décembre. Ce dernier prend en compte : l'éloquence de la Miss, son physique et son résultat au test de culture générale.
| N° attribué | Candidate                 |
| ----------- | ------------------------- |
| 1           | Miss Île-de-France        |
| 2           | Miss Réunion              |
| 3           | Miss Normandie            |
| 4           | Miss Aquitaine            |
| 5           | Miss Guyane               |
| 6           | Miss Languedoc-Roussillon |
| 7           | Miss Guadeloupe           |
| 8           | Miss Alsace               |
| 9           | Miss Lorraine             |
| 10          | Miss Bretagne             |
| 11          | Miss Picardie             |
| 12          | Miss Tahiti               |

### Deuxième tour
Le jury à 50 % et le public à 50 % choisissent les cinq candidates qui peuvent encore être élues.
Un classement de 1 à 12 est établi pour chacune des deux parties. Une première place vaut 12 points, une seconde 11 points, et la dernière 1 point, même si deux miss arrivent à égalité. L’addition des deux classements est alors faite. Les cinq premières restent en course. En cas d’égalité, c’est le classement du jury qui prévaut.
| Miss                      | Public | Jury | Total |
| ------------------------- | ------ | ---- | ----- |
| Miss Guyane               | 12     | 12   | 24    |
| Miss Languedoc-Roussillon | 10     | 12   | 22    |
| Miss Tahiti               | 11     | 9    | 20    |
| Miss Lorraine             | 8      | 10   | 18    |
| Miss Guadeloupe           | 9      | 9    | 18    |
| Miss Réunion              | 7      | 7    | 14    |
| Miss Bretagne             | 6      | 5    | 11    |
| Miss Picardie             | 4      | 5    | 9     |
| Miss Alsace               | 5      | 3    | 8     |
| Miss Île-de-France        | 1      | 6    | 7     |
| Miss Aquitaine            | 3      | 3    | 6     |
| Miss Normandie            | 2      | 3    | 5     |

### Dernier tour
Le public est seul à intervenir lors de cette dernière étape.
| Candidates                | Résultats |
| ------------------------- | --------- |
| Miss Guyane               | 27,89 %   |
| Miss Languedoc-Roussillon | 26,16 %   |
| Miss Tahiti               | 21,66 %   |
| Miss Guadeloupe           | 13,04 %   |
| Miss Lorraine             | 11,27 %   |

### Prix attribués
| Prix                        | Candidates                                                |
| --------------------------- | --------------------------------------------------------- |
| Prix de la Culture générale | Miss Île-de-France – Meggy Pyaneeandee (18/20)            |
| Prix de l'Élégance          | Miss Provence – Noémie Mazella                            |
| Prix du Maillot de Bain     | Miss Saint-Martin et Saint-Barthélemy – Anaëlle Hyppolite |
| Prix du Costume Régional    | Miss Bretagne – Maurane Bouazza                           |
| Prix de la Sympathie        | Miss Picardie – Myrtille Cauchefer                        |
| Prix de la Photogénie       | Miss Côte d'Azur – Jade Scotte                            |

## Observations